# Beaumont-la-Ronce
Beaumont-la-Ronce è un comune francese di 1 170 abitanti situato nel dipartimento dell'Indre e Loira nella regione del Centro-Valle della Loira.
Qua nacque l'arcivescovo Jacques-Bonne Gigault de Bellefonds. 

## Società

### Evoluzione demografica
Abitanti censiti